# گودواتر (آریزونا)
گودواتر (به انگلیسی: Goodwater) یک منطقهٔ مسکونی در ایالات متحده آمریکا است که در آریزونا واقع شده‌است. گودواتر ۱٬۶۰۴ متر بالاتر از سطح دریا واقع شده‌است.